# Kabinet-Mandela
Het kabinet-Mandela was de regering van Zuid-Afrika tussen 11 mei 1994 en 17 juni 1999. Het was het eerste Zuid-Afrikaanse kabinet na het afschaffen van de apartheid en stond onder leiding van president Nelson Mandela.

## Achtergrond
Als gevolg van de eerste multiraciale parlementsverkiezingen van 27 april 1994 werd er een regering van nationale eenheid gevormd onder leiding van president Nelson Mandela.. Zijn kabinet bestond uit het Afrikaans Nationaal Congres (ANC), dat met 252 zetels de grootste partij in de Nationale Vergadering was geworden, maar ook uit leden van de tweede partij van het land, de Nasionale Party (NP) van Frederik Willem de Klerk (tot dan toe president van Zuid-Afrika) en de Inkatha Vrijheidspartij (IFP), die met name opkwam voor de belangen van de Zoeloes en een grote concurrent was van het ANC. De leider van de IFP, prins Mangosuthu Buthelezi, voorheen leider van de quasi-onafhankelijke staat Kwazoeloe (1970-1994), werd minister van Binnenlandse Zaken.
Op 30 juni 1996 trokken de ministers van de NP zich uit de regering van nationale eenheid terug waarop de regering werd voortgezet met alleen ministers van het ANC en de IFP.
Na de parlementsverkiezingen van 1999 werd het kabinet-Mandela opgevolgd door het kabinet-Mbeki I, onder leiding van Mandela's vicepresident Thabo Mbeki.

## Samenstelling
| Functie                                                            | Naam                                                    | Afbeelding    | Partij            | Periode                             |
| ------------------------------------------------------------------ | ------------------------------------------------------- | ------------- | ----------------- | ----------------------------------- |
| President                                                          | Nelson Mandela                                          | N. Mandela    | ANC               | 1994 - 1999                         |
| 1e vicepresident (Vanaf 30 juni 1996 de enige vicepresident)       | Thabo Mbeki                                             | T. Mbeki      | ANC               | 1994 - 1999                         |
| 2e vicepresident (Tot 30 juni 1996)                                | Frederik Willem de Klerk                                | F.W. de Klerk | NP                | 1994 - 1996                         |
| Minister van Algemene Zaken                                        | John Mavuso                                             |               | ANC               | 1996                                |
| Minister van Binnenlandse Zaken                                    | Mangosuthu Buthelezi                                    |               | IFP               | 1994 - 2004                         |
| Minister van Buitenlandse Zaken                                    | Alfred Nzo                                              |               | ANC               | 1994 - 1999                         |
| Minister van Defensie                                              | Generaal Joe Modise                                     |               | ANC               | 1994 - 1999                         |
| Minister van Financiën                                             | Derek Keys Chris Liebenberg Trevor Manuel               |               | NP Partijloos ANC | 1992 - 1994 1994 - 1996 1996 - 2009 |
| Minister van Gevangeniswezen                                       | Sipho Mzimela Ben Skosana                               |               | IFP               | 1994 - 1998 1998 - 2004             |
| Minister van Handel en Industrie                                   | Trevor Manuel Alec Erwin                                |               | ANC               | 1994 - 1996 1996 - 2004             |
| Minister van Justitie                                              | Dullah Omar                                             |               | ANC               | 1994 - 1999                         |
| Minister van Landbouw Minister van Landbouw en Landzaken           | Kraai van Niekerk Derek Hanekom                         |               | NP ANC            | 1990 - 1996 1996 - 1999             |
| Minister van Landzaken (Tot juli 1996)                             | Derek Hanekom                                           |               | ANC               | 1994 - 1996                         |
| Minister van Mijnbouw en Energie                                   | Pik Botha Penuell Maduna                                |               | NP ANC            | 1994 - 1996 1996 - 1999             |
| Minister van Milieu en Toerisme                                    | Dawie de Villiers Pallo Jordan                          |               | NP ANC            | 1994 - 1996 1996 - 1999             |
| Minister van Onderwijs                                             | Sibusiso Bengu                                          |               | ANC               | 1994 - 1999                         |
| Minister van Openbare Diensten en Administratie                    | Zola Skweyiya                                           |               | ANC               | 1994 - 1999                         |
| Minister van Openbare Werken                                       | Jeff Radebe                                             |               | ANC               | 1994 - 1999                         |
| Minister van Posterijen en Telecommunicatie                        | Pallo Jordan Jay Naidoo                                 |               | ANC               | 1994 - 1996 1996 - 1999             |
| Minister van Provinciale Zaken en Constitutionele Ontwikkeling     | Roelf Meyer Valli Moosa                                 |               | NP ANC            | 1994 - 1996 1996 - 1999             |
| Minister van Schone Kunsten, Cultuur, Wetenschappen en Technologie | Ben Ngubane Lionel Mtshali                              |               | IFP               | 1994 - 1996 1996 - 1999             |
| Minister van Sociale Zaken en Ontwikkeling                         | Abe Williams Patrick McKenzie Geraldine Fraser-Moleketi |               | NP SACP/ANC       | 1994 - 1996 1996 1996 - 1999        |
| Minister van Sport en Recreatie                                    | Steve Tshwete                                           |               | ANC               | 1994 - 1999                         |
| Minister van Staatsbedrijven                                       | Stella Sigcau                                           |               | ANC               | 1994 - 1999                         |
| Minister van Staatsveiligheid                                      | Sidney Mufamadi                                         |               | SACP/ANC          | 1994 - 1999                         |
| Minister van Transport                                             | Mac Maharaj                                             |               | ANC               | 1994 - 1999                         |
| Minister van Volksgezondheid                                       | Nkosazana Dlamini-Zuma                                  |               | ANC               | 1994 - 1999                         |
| Minister van Volkshuisvesting                                      | Joe Slovo Sankie Mthembi-Mahanyele                      |               | SACP/ANC ANC      | 1994 - 1995 1995 - 2003             |
| Minister van Waterstaat en Bosbouw                                 | Kader Asmal                                             |               | ANC               | 1994 - 1999                         |
| Minister van Wederopbouw en Ontwikkeling                           | Jay Naidoo                                              |               | ANC               | 1994 - 1996                         |
| Minister van Werkgelegenheid                                       | Tito Mboweni                                            |               | ANC               | 1994 - 1999                         |

## Verwijzingen
1. ↑  http://70.84.171.10/~etools/newsbrief/1994/news0512 ANC Press Briefing, 12 mei 1994.
2. ↑  De Grote Oosthoek Jaarboek 1996, door: red. De Grote Oosthoek, blz. 282-283
3. 1 2 3  Functie gecontinueerd in het volgende kabinet-Mbeki I
4. 1 2  Functie gecontinueerd vanuit het vorige kabinet-De Klerk
5. ↑  Functie gecontinueerd in de volgende kabinetten Mbeki I, Mbeki II en Motlanthe